# لينارت باك
لينارت باك (بالدنماركية: Lennart Bak)‏ هو لاعب كرة قدم دنماركي في مركز الوسط، ولد في 13 سبتمبر 1972 في Sæby ‏ في الدنمارك. لعب مع آرهوس جمناستيك فورينينغ ونادي ساليرنيتانا ونادي فوجيا.

## وصلات خارجية
- لينارت باك على موقع قاعدة بيانات كرة القدم.إي يو (الإنجليزية)
- لينارت باك على موقع عالم كرة القدم.نت (الإنجليزية)